# Waddington (Nova Zelândia)
Waddington é uma pequena vila localizada no distrito de Selwyn, na região de Canterbury, na Ilha Sul da Nova Zelândia, perto do desfiladeiro Waimakariri.

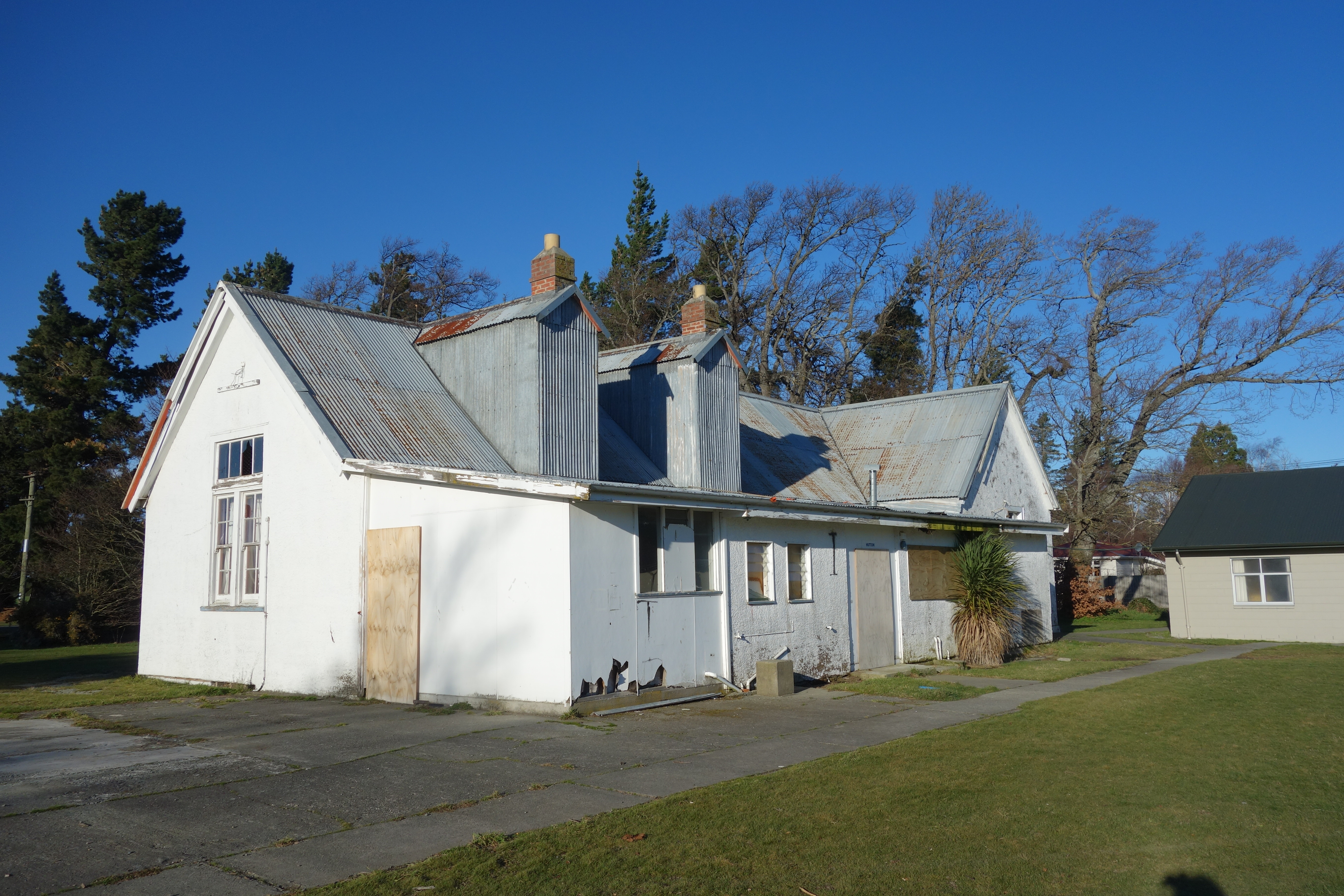
Escola em Waddington.

## Descrição
Waddington foi nomeado por e para William Waddington, que comprou parte do Homebush administrado anteriormente por John Deans. Construiu a primeira casa do munícipio em 1873. 
Waddington tem uma proximidade estreita com sua aldeia vizinha de Sheffield, que fica a 1 quilômetro a noroeste ao longo da Rodovia estadual 73. As duas aldeias compartilham um comitê comunitário.
As duas aldeias juntas tem uma população de 444 habitantes, de acordo com o censo da Nova Zelândia de 2001, e estão localizadas entre Darfield e Springfield na Rodovia estadual 73 e na ferrovia Midland Line. As cidades foram colonizadas no século 19 por fazendeiros atraídos para a área pelo pastoreio de ovelhas.
Waddington está situada na interseção de três estradas principais (duas delas populares entre turistas) que atendem às regiões do interior de Canterbury, incluindo a Rota Cênica Interior e a Grande Rodovia Alpina/Rodovia Estadual 73.
O cemitério de Waddington foi inicialmente chamado de East Malvern Cemetery, mas em 1880 seu nome foi mudado para Waddington Cemetery Trust. O primeiro enterro foi realizado em 1882. 
É também a casa do acampamento de jovens cadetes da região da Ilha do Sul de St John.